# ファデエフスキイ島

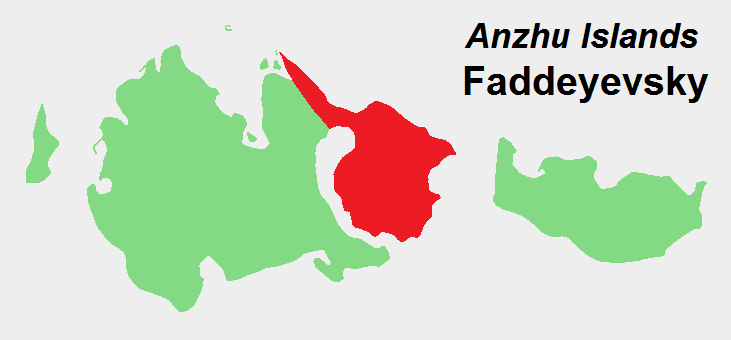

ファデエフスキイ島（ファデエフスキイとう、полуостров Фаддеевский, Faddeyevsky）は、東シベリア海上のノヴォシビルスク諸島のアンジュー諸島を構成する島の1つ。本来は別の島である西側のコテリヌイ島（Котельный, Kotelny）との間に、砂地の堆積によってできた砂州ゼムリャ・ブンゲ（ロシア語: Земля Бунге）によってつながっている。ゼムリャ・ブンゲはときに海面下に沈むことがあるが、全体で1つの島とすると、世界で47番目に大きな島である（面積 23,165km²）。
ファデエフスキイ島の最高点は65m。1805年にヤコフ・サンニコフによって発見され、ここに初めて逗留した毛皮商人のロシア人ファデエフにちなんで名づけられた。

## 面積
- コテリヌイ島 - 11,665km2
- ファデエフスキイ島 - 5,300km2
- ゼムリャ・ブンゲ- 6,200km2

座標: 北緯75度30分 東経144度00分 / 北緯75.500度 東経144.000度